# Doctor Who Magazine
Doctor Who Magazine – miesięcznik poświęcony brytyjskiemu serialu science-fiction pt. Doktor Who, a także produkcjom pokrewnym dla tego serialu. Został on wpisany do Księgi rekordów Guinnessa jako najdłużej wydawane czasopismo poświęcone serialowi telewizyjnemu.
Pierwszy numer czasopisma był tygodnikiem, miał tytuł Doctor Who Weekly i został wydany 17 października 1979 przez brytyjski oddział Marvel Comics. Od tamtego czasu wielokrotnie zmieniano nazwę czasopisma oraz częstotliwość nadawania. Obecna nazwa została ustanowiona w grudniu 1985, w wydaniu 107. Wyjątek stanowiło wydanie 397. (z czerwca 2008 roku), gdzie na okładce widniała tylko nazwa Bad Wolf, co miało związek z wyemitowaniem odcinka Skręć w lewo.
Obecnie Doctor Who Magazine jest wydawane przez Panini Comics, które w 1995 roku wykupiło te czasopismo od Marvel Comics.
Do maja 2016 roku wydano 500 numerów Doctor Who Magazine.